# Ligne de Pau à Canfranc (frontière)
La ligne de Pau à Canfranc (frontière), ou ligne Goya, est une ligne de chemin de fer internationale, à voie unique et à écartement standard, de 93 km de long reliant la France et l'Espagne à travers le massif pyrénéen. Elle se situe dans le département des Pyrénées-Atlantiques côté français et dans la province de Huesca côté espagnol.
La ligne emprunte la vallée d'Aspe. Elle est inaugurée le 18 juillet 1928.
En raison d'un déraillement, le 27 mars 1970, ayant provoqué la destruction d'un pont enjambant le gave d'Aspe au sud de Bedous, l'exploitation de la ligne est réduite à la section entre Pau et Bedous. Le trafic est ensuite interrompu entre Oloron-Sainte-Marie et Bedous le 30 mai 1980 et en 1985 pour les marchandises.
Depuis le 26 juin 2016, la ligne est de nouveau exploitée sur la section entre Pau et Bedous, soit 60 kilomètres. Elle reste neutralisée entre Bedous et Canfranc.

## Histoire

### Origine et mise en service
À partir de 1853, en vallée d'Aspe, les négociants d'Oloron souhaitent la création d'une ligne ferroviaire pour développer leurs échanges existants avec l'Aragon en Espagne. « De l'autre côté, les Aragonais aussi expriment très rapidement le même souhait pour une ligne tanspyrénéenne, par le Somport ».
La section de Pau à Oloron est concédée à titre éventuel à la Compagnie des chemins de fer du Midi et du Canal latéral à la Garonne, par une convention signée entre le ministre de l'Agriculture, du Commerce et des Travaux publics et la compagnie le 10 août 1868. La convention est approuvée par un décret impérial à la même date. Cette section est déclarée d'utilité publique et concédée à titre définitif par une loi le 23 mars 1874.
En 1883, la section de Pau à Oloron-Sainte-Marie, dont l'exploitation est confiée à la Compagnie du Midi, est mise en service.
Une loi du 17 juillet 1879 (Plan Freycinet) portant classement de 181 lignes de chemin de fer dans le réseau des chemins de fer d'intérêt général retient, en no 178, une ligne « d'Oloron à Bedous (Basses-Pyrénées) ». Cette même loi retenait, en no 179, une ligne « d'Oloron à la ligne de Puyoô à Saint-Palais, par la vallée du gave d’Oloron ». La section entre Oloron et Bedous, ainsi que la ligne d'Oloron à la ligne de Puyoô à Saint-Palais, sont concédées à titre éventuel par l'État à la Compagnie des chemins de fer du Midi et du Canal latéral à la Garonne par une loi le 17 juillet 1886. Cette dernière ligne ne sera jamais construite, et sa concession est annulée par une loi le 8 juillet 1900. Le tronçon entre Oloron et Bedous est déclaré d'utilité publique et sa concession est confirmée par une autre loi le 27 juin 1897.
La partie internationale de la ligne a fait l'objet d'une convention internationale entre le France et l'Espagne signée le 18 août 1904. Cette convention a été approuvée par une loi le 10 janvier 1907 et promulguée par un décret le 6 février 1907. Le tronçon de Bedous à la frontière espagnole a été concédé à la Compagnie des chemins de fer du Midi, par une convention signée avec le ministre des Travaux publics le 20 juin 1907. La convention a été approuvée et le tronçon de ligne de Bedous à la frontière espagnole a été déclaré d'utilité publique par une loi le 2 août 1907. Cette convention est modifiée par un protocole additionnel, signé le 15 avril 1908, qui prévoit que le tunnel sous le col du Somport sera équipé d'une voie à écartement standard et qu'il ne sera construit qu'une gare frontière commune, côté espagnol. Ce protocole est promulgué par un décret le 25 janvier 1909.
À partir de 1908, aussi bien côté espagnol que français, les ouvriers commencent à creuser le tunnel jour et nuit, en équipes de trois-huit, « à un rythme très soutenu, l'objectif est de 6 mètres par jour ». Pour faire fonctionner les perforatrices, des barrages hydroélectriques sont à cette occasion édifiés en vallée d'Aspe. Côté français, les nombreux ouvriers installent des baraques aux Forges-d'Abel, à plus de 1 000 mètres d'altitude, à quelques centaines de mètres de l'entrée nord du tunnel du Somport. La plupart sont de jeunes Aragonais en quête de travail, venus à pied. Certaines années, le village abrite, femmes et enfants compris, plus de 1 500 personnes.
Le 12 juillet 1912, le tunnel du Somport est inauguré. En 1914, la section entre Oloron-Sainte-Marie et Bedous est mise en service, quelques mois avant le déclenchement de la Première Guerre mondiale. L'entreprise Desplats et Lillaz qui s'occupe de différents chantiers du transpyrénéen met alors 15 000 ouvriers à contribution pour la production d'obus à Cette-Eygun ; selon l'historien Dany Barraud « 80 % d'entre eux sont des Espagnols sous-payés ».
En 1922, les Espagnols mettent en service le tronçon entre Jaca et Canfranc Le 18 juillet 1928 a lieu l'inauguration solennelle de la gare de Canfranc en présence d'Alphonse XIII, roi d'Espagne, et de Gaston Doumergue, président de la République française.
La Compagnie du Midi a entrepris l'électrification intégrale de la ligne en 1 500 V continu, avec des caténaires « Midi » alimentées par six sous-stations : Pau (commune à la ligne de Toulouse à Bayonne), Haut-de-Gan, Bidos, Bedous, Urdos et Les Forges-d'Abel.

### L'accident du pont de l'Estanguet
Le 27 mars 1970, le temps est au givre. Un convoi composé de sept wagons de marchandises chargés de maïs et une citerne, tracté par deux locomotives électriques type BB 4200 (les BB 4227 et BB 4235), rencontre des difficultés liées au froid humide (rails givrés) et aux chutes de tension endémiques (900 volts au lieu des 1500) dans la caténaire dans la dure rampe de 43 mm/m montant vers Etsaut, la sous-station d'Urdos n'étant pas opérationnelle. Les roues des deux locomotives patinent et le train s'arrête. Le mécanicien et l'aide-mécanicien, après avoir actionné le freinage rhéostatique (électrique), descendent placer des cailloux du ballast sous les roues pour pallier l’inefficacité des sablières vides, et ainsi renforcer l'adhérence du train. La sous-station de Bedous disjoncte, ce qui a pour effet d'annihiler l'action du frein rhéostatique des locomotives. Le convoi fou de 400 tonnes, sans personne à bord, part en dérive, dévale en marche arrière la rampe, traverse la gare de Lescun-Cette-Eygun. À l'entrée du pont de l'Estanguet, qui enjambe le gave d'Aspe au sud de Bedous, en raison de la vitesse estimée à 110 km/h, le dernier wagon du convoi (le premier dans le sens du déplacement) aborde « une large courbe de 200 mètres de rayon » et déraille ; il engage alors le gabarit, entraînant avec lui le pont de poutrelles métalliques long d'une vingtaine de mètres et l'ensemble du convoi, locomotives comprises, dans le gave. L'exploitation de la ligne est alors réduite à la section Pau - Bedous. Le trafic voyageurs ferme à son tour en 1980 sur la section Oloron - Bedous, suivi du trafic fret en 1985.

### Une réouverture en question depuis plus de 40 ans
Le principal intérêt de la réouverture de la ligne est qu'elle fournirait sur-le-champ un axe direct entre Paris et Valence, évitant les extrémités des Pyrénées qui sont près de l'engorgement. Saragosse constitue une conurbation de près d'un million d'habitants, disposant, avec la Plaza (es), de la plus grande plateforme ferroviaire d'Europe. D'autres avantages espérés sont la sauvegarde de la vallée d'Aspe en voie de devenir un couloir à camions, connaissant de nombreux accidents, le transport de produits chimiques constituant un facteur de risque important. Une manifestation ayant rassemblé 8 000 participants a été organisée le 22 mai 1994 contre la construction du tunnel routier et pour la réouverture de la ligne ferroviaire.

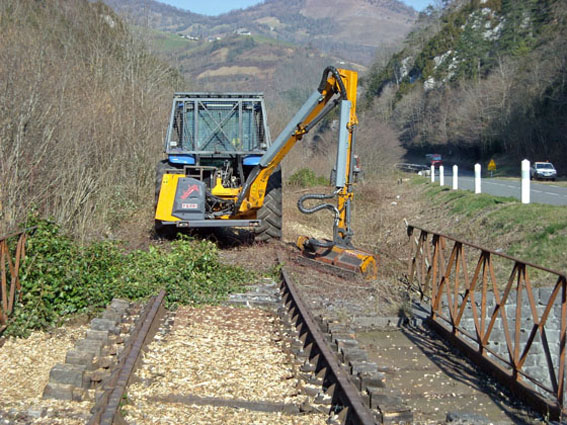
Débroussaillage au bord de la RN 134, en mars 2008.

L'éboulement sur la RN 134 en janvier 2008 et le recours obligé au tunnel de Sens (près d'Etsaut) pour débloquer la partie amont de la vallée a mis l'accent sur l'intérêt de la ligne. Un premier débroussaillage des voies a été entrepris de février à mai 2008. Le président de la SNCF, Guillaume Pépy, s'est rendu sur la ligne le 6 mai 2009 à l'invitation d'Alain Rousset, et a annoncé son soutien au projet de réouverture.
Une réouverture de la section jusqu'à Canfranc n'est pas exclue, dans une deuxième phase.
Les arguments avancés par les détracteurs de la réouverture sont les suivants : rampes trop importantes, tracé sinueux et courbes de rayon trop faible, tunnels trop bas pour le transport de marchandises, transbordement des marchandises en gare de Canfranc, tunnel hélicoïdal inutilisable, faible rentabilité, voie unique, etc. Cependant, on peut leur opposer les contre-arguments suivants :

- les rampes : leur franchissement sans encombre ne dépend que de la puissance et de l'adhérence des motrices, problème résolu en mettant une machine en tête de convoi et une autre en queue, la synchronisation des commandes est facilitée par les technologies actuelles ;
- les courbes : la ligne ne descend jamais en dessous des 300 mètres de rayon, les matériels ferroviaires actuels sont tout à fait compatibles ;
- les tunnels trop bas : ils sont au gabarit standard, 6 mètres en haut du fer à cheval, ils sont même plus larges en prévision d'un 3e rail et du passage au gabarit de convois espagnols ;
- le tunnel hélicoïdal : les caractéristiques de rampes et de rayon entrent dans les normes du matériel actuel. On en trouve sur d'autres lignes en activité, par exemple le tunnel de Saillens sur la ligne de Toulouse à Latour-de-Carol, le tunnel des Frasses sur la ligne d'Andelot à La Cluse ou les quatre tunnels hélicoïdaux de la ligne de Tende ;
- des sociétés privées espagnoles se proposent d'exploiter la ligne jusqu'à Pau voire Bordeaux ; les industriels de General Motors à Saragosse sont des plus intéressés pour avoir une artère de sortie vers le nord de l'Europe et ainsi exporter leurs voitures Opel.
- la ville de Jaca ayant été requérante pour les Jeux olympiques d'hiver de 2014, la ligne versant espagnol a subi de nombreux aménagements[réf. nécessaire] ;
- la voie unique : des évitements seront aménagés à Lurbe et Bedous pour permettre le croisement des convois, le tout avec une signalisation automatique, donc sans aucun danger de collision.

#### Rénovation de la section de Pau à Oloron-Sainte-Marie en 2010

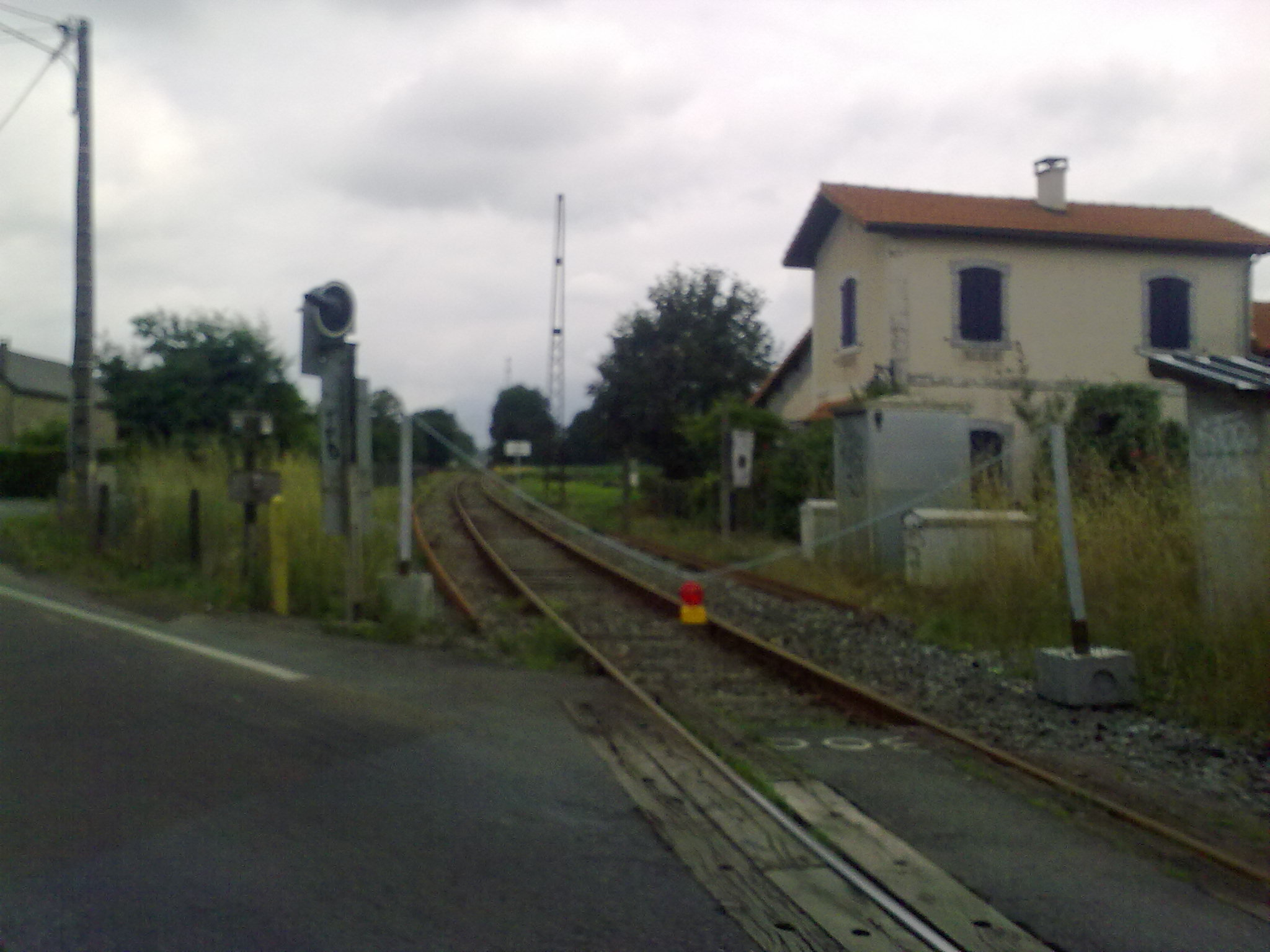
Ligne Pau-Oloron-Sainte-Marie fermée.

La portion de Pau à Oloron-Sainte-Marie a été rouverte en 2011 après avoir été fermée pour six mois pour rénovation complète au 2e semestre 2010,. L'opération comprenait :
- la mise en place de nouveaux rails (certains dataient du XIXe siècle), ballast et autres ;
- le nettoyage complet de l'environnement et des structures ;
- le retrait de la caténaire Midi, vétuste et qui n'était plus alimentée en courant depuis septembre 2008, à la suite de la destruction d'une sous-station pour permettre l'extension d'une zone industrielle (la ligne est donc exploitée avec du matériel thermique en attendant une éventuelle ré-électrification dans le cadre du programme de réouverture de la liaison transpyrénéenne) ;
- le remplacement complet du matériel roulant : les autorails X 2200 ont été remplacés par des X 73500 beaucoup plus modernes.

Ces rénovations ont été rendues nécessaires en raison des retards et des réductions problématiques de la vitesse d'exploitation. Elles sont entreprises dans le cadre du plan État-Région 2007-2013.
Cette section a généré en 2023, 450 voyageurs par jour soit 163 829 voyageurs annuels. En 2024, on passe à 536 voyageurs par jour soit 195 651 voyageurs annuels soit une augmentation de 19,4 % par rapport à 2023.

### Projet de réouverture entre Oloron-Sainte-Marie et Canfranc
Après de nombreuses années de tergiversations, la réouverture est activement soutenue par la région Aquitaine depuis les années 2000. Le 15 mars 2013, Alain Rousset (président de la région Aquitaine) et Luisa Fernanda Rudi (présidente du Gouvernement d’Aragon) ont signé à l’hôtel de région Aquitaine un protocole d’accord valable jusqu’en 2020, dans le cadre de la coopération transfrontalière Aquitaine-Aragon dont la ligne ferroviaire Pau-Canfranc-Saragosse est emblématique.
Cet accord fixe un calendrier de réouverture en deux phases, la section d'Oloron à Bedous à l'horizon 2015, puis la section de Bedous à Canfranc à l'horizon 2020.
Par ailleurs, la communauté autonome d'Aragon acquiert en 2013 pour un montant de 310 062 euros, soit sa valeur cadastrale, la gare de Canfranc qui était jusqu’alors, via la Renfe, propriété de l’État espagnol.

#### Réouverture de la section d'Oloron-Sainte-Marie à Bedous en 2016

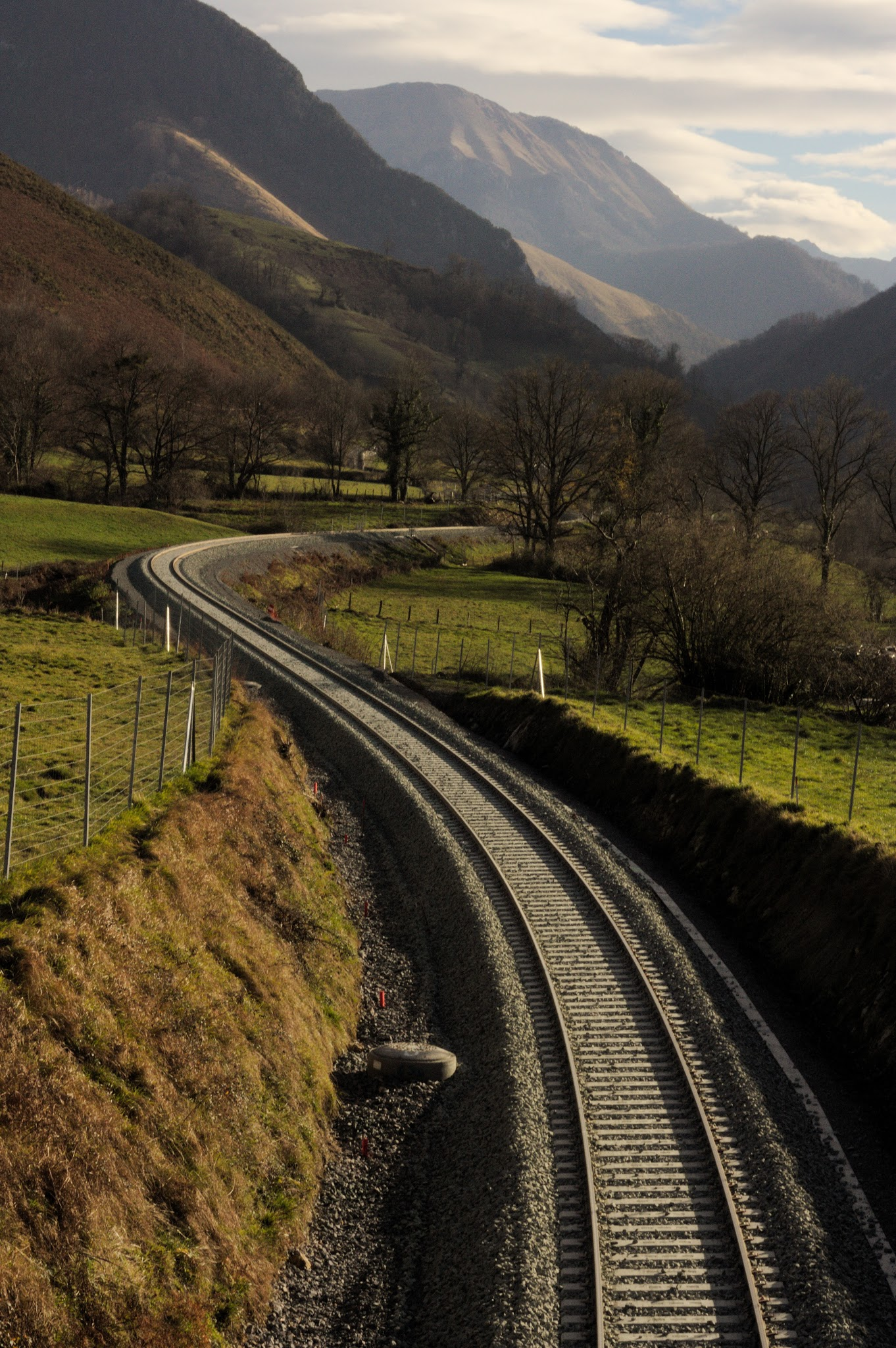
Ligne Oloron-Bedous au sud de Lurbe - Saint Christau en décembre 2015.

À l'initiative du conseil régional d'Aquitaine, la section d'Oloron-Sainte-Marie à Bedous, longue de 25 km, est rouverte le 26 juin 2016. Les études d'avant-projet sont achevées et l'enquête publique
a lieu du 8 avril au 13 mai 2013.
En dépit d'un avis défavorable de la commission d'enquête,, le projet est déclaré d'utilité publique par la signature de l'arrêté le 19 février 2014,.
Des travaux importants sont nécessaires. Ils portent sur la rénovation d'ouvrages d'art, le remplacement de douze tabliers de pont, la mise en place de protection contre les éboulements, la reconstruction des passages à niveau et la construction des nouvelles gares. Le projet est évalué à 122 millions d'euros. Alain Rousset déclare qu'il mise sur une contribution au tiers, c'est-à-dire environ 30 millions d'euros qui viendrait soulager les 100 millions d'euros que la région Aquitaine investit dans ce tronçon.
Quatre points d'arrêts sont instaurés : Bidos, Lurbe-Saint-Christau, Sarrance et Bedous, qui est désormais terminus de la ligne, en attendant un éventuel prolongement vers Canfranc.
À la suite de retards pris dans le projet, les travaux ont commencé le 26 septembre 2014 pour une mise en service en juin 2016, la première phase qui consistait en la dépose des rails est achevée en janvier 2015. Lors de la seconde phase, ont été réalisés : 
- le retrait du ballast d'origine (arasage) ;
- la pose de filets de protection afin d'éviter les éventuelles chutes d'objets sur la voie ;
- la suppression de deux passages à niveau ;
- la remise en état de deux viaducs métalliques à Asasp-Arros ;
- le remplacement des ouvrages d'art trop abîmés par des ouvrages en béton ;
- la pose du ballast neuf et de nouveaux rails sur traverses en béton (dont une partie fut stockée sur la base-vie de Lurbe Saint Christau) ;
- la mise en place des passages à niveau à demi-barrières ;
- ainsi que la pose de la signalisation en Block manuel de type navette (BM - NV) entre Oloron et Bedous.

Le chantier de remise en état de la voie s'est achevé le 20 mai 2016 et a fait place aux essais ferroviaires.
Le dimanche 26 juin, la ligne ouvre aux circulations et à cette occasion, les voyageurs peuvent toute la journée effectuer un premier voyage gratuit (pris en charge par la région) pour découvrir la ligne.
Le magazine spécialisé dans le ferroviaire, Rail Passion, témoigne du succès de la première année d’exploitation de la section Oloron-Bedous de juillet 2016 à juin 2017, avec 42 000 voyageurs, soit 350 voyageurs par jour en juillet-août 2016, 600 le jeudi avec doublage des rames sur deux allers et retours, et insiste sur la réussite estivale de ce tronçon. Il donne le nombre de 118 voyageurs par jour en hiver. Parmi les documents accompagnant l’article figure un graphique SNCF détaillant l’évolution du trafic. Succès confirmé par la SNCF (voir vidéo accompagnant l'article[Quoi ?]) et France-Info (article du 21 septembre 2016, mis à jour le 11 juin 2020).
En 2019, selon les chiffres de la SNCF, la section est fréquentée par 45 passagers par jour. La ligne est qualifiée de l'« une des moins rentables de France » par un reportage de TF1. Si on consulte SNCF Open Data, fréquentation en gares, on note que pour 2019, la section de ligne Oloron-Bedous a généré 77 voyageurs par jour et non pas 45.
En 2023, la section Oloron-Bedous enregistre 89 voyageurs par jour, celle de Pau à Oloron 450 voyageurs par jour, soit respectivement 34 206 et 163 829 voyageurs annuels, donc au total quasiment 200 000 voyageurs annuels pour les 60 km, reliant Pau à Bedous. En 2024, on passe pour la section Oloron-Bedous à 102 voyageurs par jour, à 536 voyageurs pour celle d'Oloron à Pau soit respectivement 37 163 et 195 651 voyageurs annuels donc 232 814 voyageurs pour l'ensemble de la ligne Pau-Bedous.
Le journal La République des Pyrénées souligne dans deux articles, le premier du 11 juillet 2025, le succès de la halte de La Croix-du-Prince et de manière plus générale, dans un second article du 11 août 2025 celui de la ligne Pau- Bedous avec des phrases comme « …sur Pau-Oloron-Bedous, avec des augmentations fortes tout le long du tracé. Au sud de Pau, la petite halte ferroviaire de la Croix-Du-Prince, a ainsi vu sa fréquentation grimper de 34 % (de 7 300 à 9 800 voyageurs… ». L’article énumère ensuite la liste des autres gares de la ligne en donnant les pourcentages d’augmentation et les nombres annuels, en insistant sur les fortes augmentations,.
À la suite de l'effondrement du mur de soutènement du viaduc d'Escot à Sarrance, cette section de la ligne est de nouveau coupée de février à juillet 2022.

#### Projet de réouverture de la section de Bedous à Canfranc
En août 2019, Alain Rousset et Bernard Uthurry, respectivement président et vice-président du conseil régional de Nouvelle-Aquitaine, confirment que les travaux sur la section de Bedous à Canfranc doivent commencer en 2021 ou 2022 et être terminés entre 2024 et 2025, pour un montant de 450 millions d'euros,. Un dossier est envoyé à l'Union européenne pour un financement à hauteur de 150 à 200 millions d'euros. En effet, la région vise deux à trois millions de tonnes de fret annuels, permettant de diminuer le trafic routier par le tunnel du Somport.
En septembre 2019, la Commission européenne annonce, dans le cadre du plan CEF transport 2019, financer à hauteur de 2,8 millions d'euros les études pour la réouverture du tunnel de Somport et la remise en service de la gare de Canfranc,,.
En juin 2023, la Commission européenne annonce investir 9,1 millions d'euros, soit la moitié du montant nécessaire pour réaliser les études permettant l'obtention de la déclaration d'utilité publique (DUP) et la remise en état du tunnel ferroviaire du Somport.
En septembre 2024, une concertation préalable au public est initiée concernant la réouverture de la ligne ferroviaire entre Bedous et les Forges d'Abel (25 kilomètres) et l'adaptation de la section existante entre Pau et Bedous (60 kilomètres). Le dossier de concertation met en avant les adaptations liées aux services voyageur et fret : création de voies de fret à Pau, de cinq voies d'évitement entre Pau et Lurbe-Saint-Christau, suppression de sept passages à niveaux et mise en sécurité des autres passages à niveaux, à la mise en accessibilité des gares et à la reconstruction de divers ouvrages (remblais, ponts), l'idée future étant de permettre une éventuelle connexion ferroviaire avec Saragosse.

### La «ligne maudite»
La ligne Pau-Canfranc suscite depuis sa création de nombreux débats et se voit entravée par de nombreux incidents ce qui lui vaut le surnom de « ligne maudite ». Elle pâtit d'un déficit de fréquentation et de problèmes techniques fréquents qui entravent sa rentabilité, malgré les 100 millions d'euros investis par la région Aquitaine en 2016 pour sa rénovation. En 2018, la ligne de TER Pau-Bedous affiche parmi les plus mauvais indicateurs de qualité d'Aquitaine.

## Caractéristiques

### Tracé

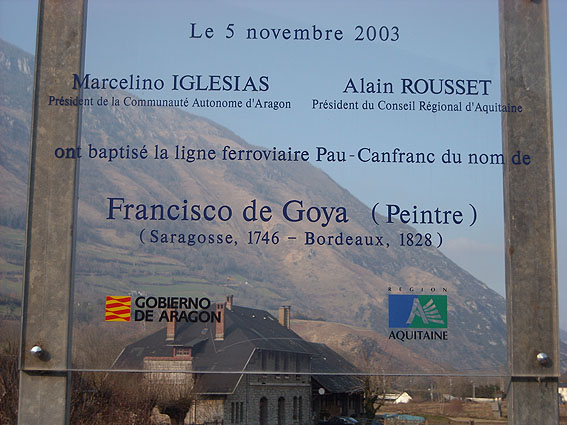
Panneau apposé à Bedous en 2003.

La ligne transpyrénéenne de Pau à Canfranc fait partie de l'axe entre Bordeaux et Saragosse et porte depuis 2003 le nom de Ligne Goya, en hommage au peintre Francisco de Goya né à proximité de Saragosse et mort à Bordeaux.
La ligne, qui relie la France à l'Espagne par un trajet voisin du méridien de Bordeaux, culmine à 1 211 mètres d'altitude dans le tunnel du Somport.

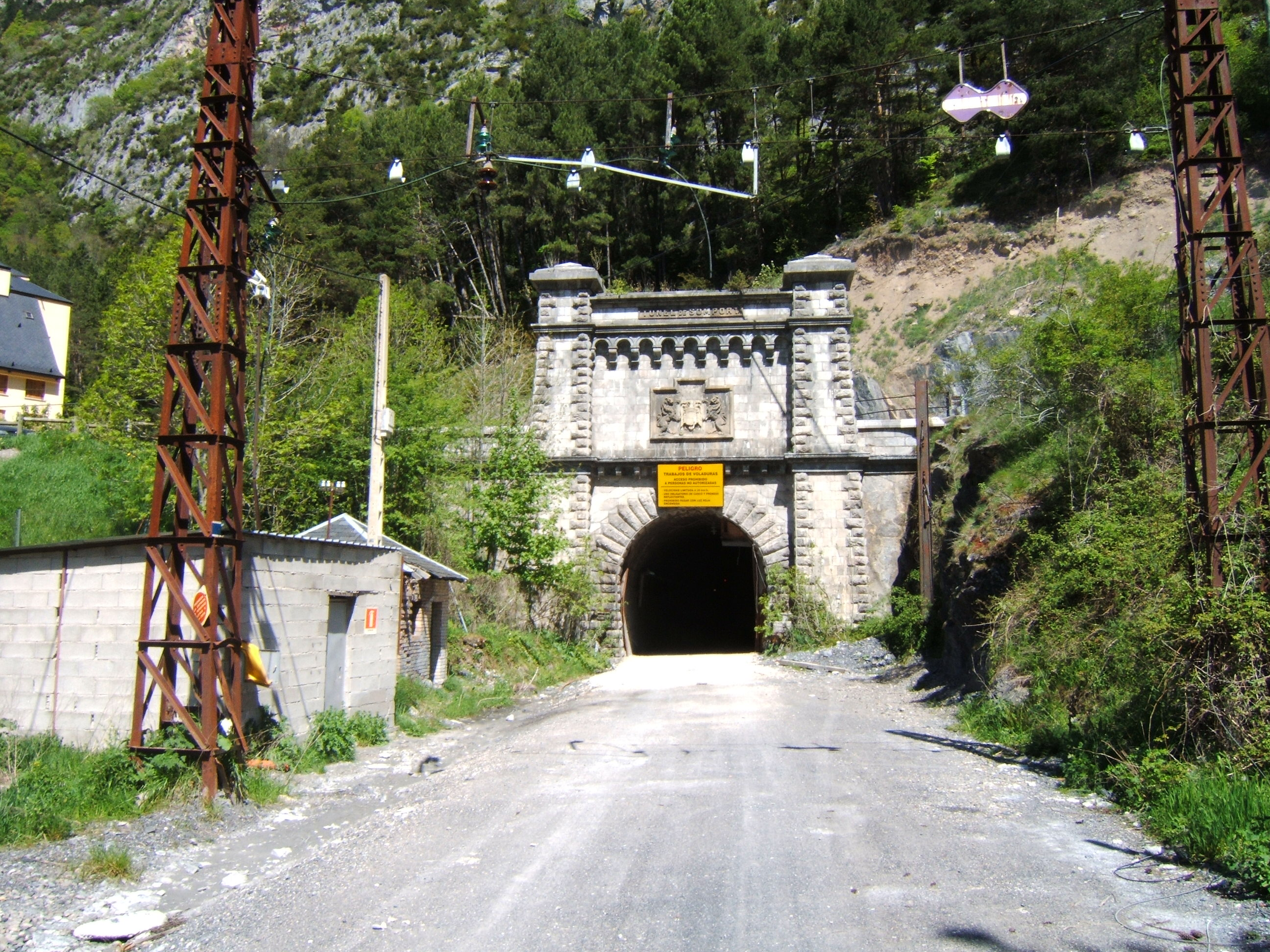
Tunnel du Somport, côté espagnol.

Jusqu'à Bedous, à l'altitude de 405 m, la voie reste sur un terrain peu accidenté. Sur les 28 km suivants, elle affronte le relief pyrénéen, avec des pentes de 25 mm/m jusqu'à Etsaut puis de 43 mm/m sur 7,5 km jusqu'au tunnel,. Elle franchit les Pyrénées occidentales au niveau du Somport par le tunnel ferroviaire, long de près de huit kilomètres.
Ce tunnel a été converti pour permettre l'acheminement éventuel des secours dans le tunnel routier auquel il est relié par 17 galeries d'évacuation. Une convention avec le concessionnaire du tunnel fixe les conditions de cette conversion, elle prévoit la pose de rails à gorge encastrés dans la chaussée (comme on en trouve dans les réseaux de tramway urbain) en cas de réouverture de la ligne.

### La ligne
Il s'agit d'une ligne à voie normale. Elle était à l'origine électrifiée en 1 500 V continu sur toute sa longueur. La section Oloron-Sainte-Marie - Canfranc a été dés-électrifiée en 1992, et le réseau électrique alors destiné à la voie ferrée est désormais utilisé par RTE. La section entre Pau et Oloron voit à son tour sa caténaire déposée, en raison de la destruction du poste de Bidos (sud d'Oloron) pour l'extension d'une usine mais également à cause du coût prohibitif d'un éventuel remplacement de la caténaire.
Il y avait une rupture de charge en gare de Canfranc. La ligne espagnole à écartement large (1,668 m) et la ligne française à écartement normal (1,435 m) aboutissaient à des terminus parallèles. Cela avait entraîné la création d'une gare monumentale dans ce village.
La réouverture complète de la ligne ne prévoit pas de rupture de charge à Canfranc ; en effet les travaux effectués par l'Administrador de infraestructuras ferroviarias (ADIF) entre Canfranc et Huesca permettront aux trains à écartement normal (1,435 m) de rejoindre Saragosse.

### Les gares
- Gare de Pau.
- Gare de La Croix-du-Prince à Pau (halte).
- Gare de Gan (halte).
- Gare de Buzy-en-Béarn (halte).
- Gare d'Ogeu-les-Bains (halte).
- Gare d'Oloron-Sainte-Marie.
- Gare de Bidos (halte).
- Gare de Lurbe-Saint-Christau (halte).
- Gare de Sarrance (halte).
- Gare de Bedous (halte).

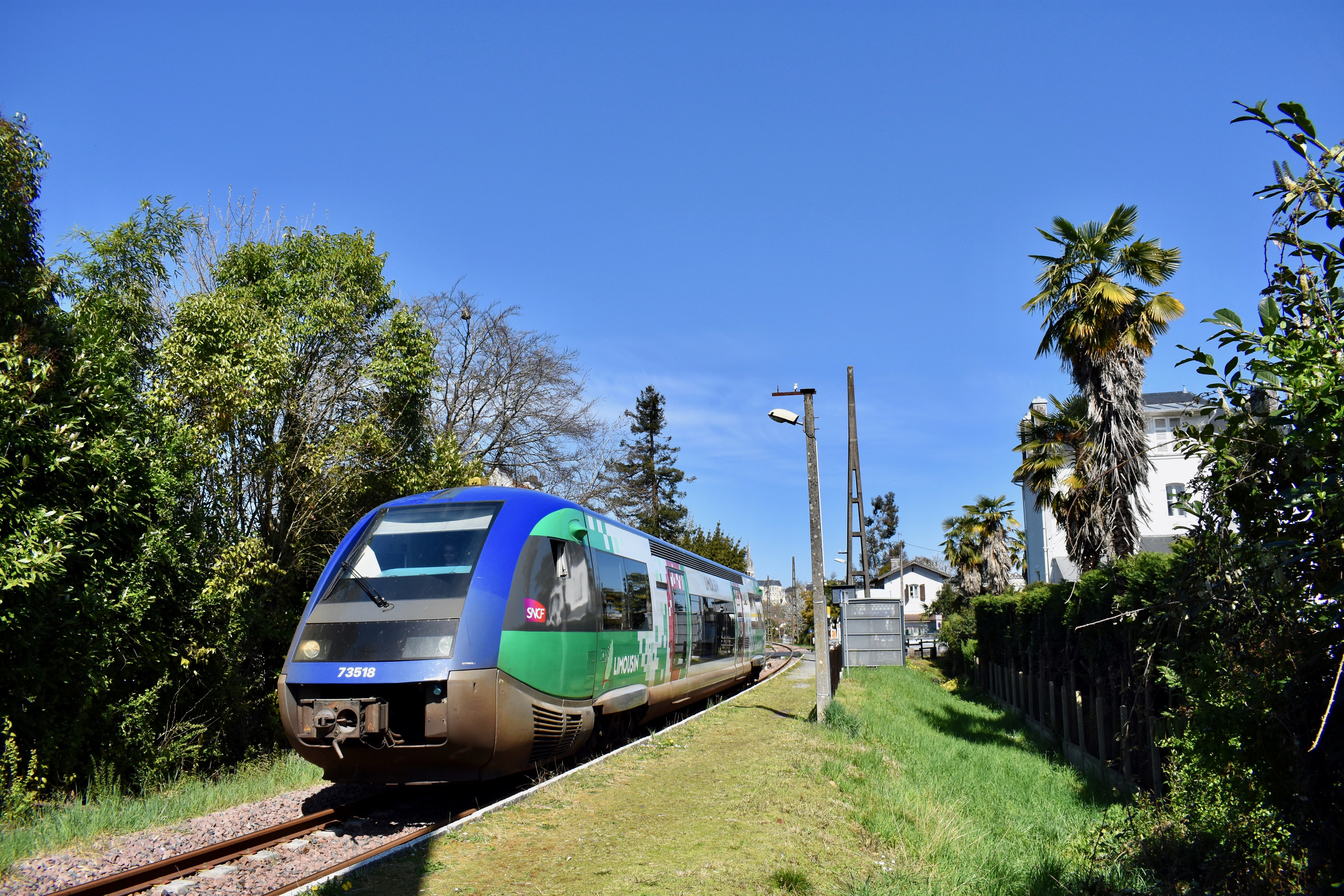
Gare de La Croix-du-Prince.
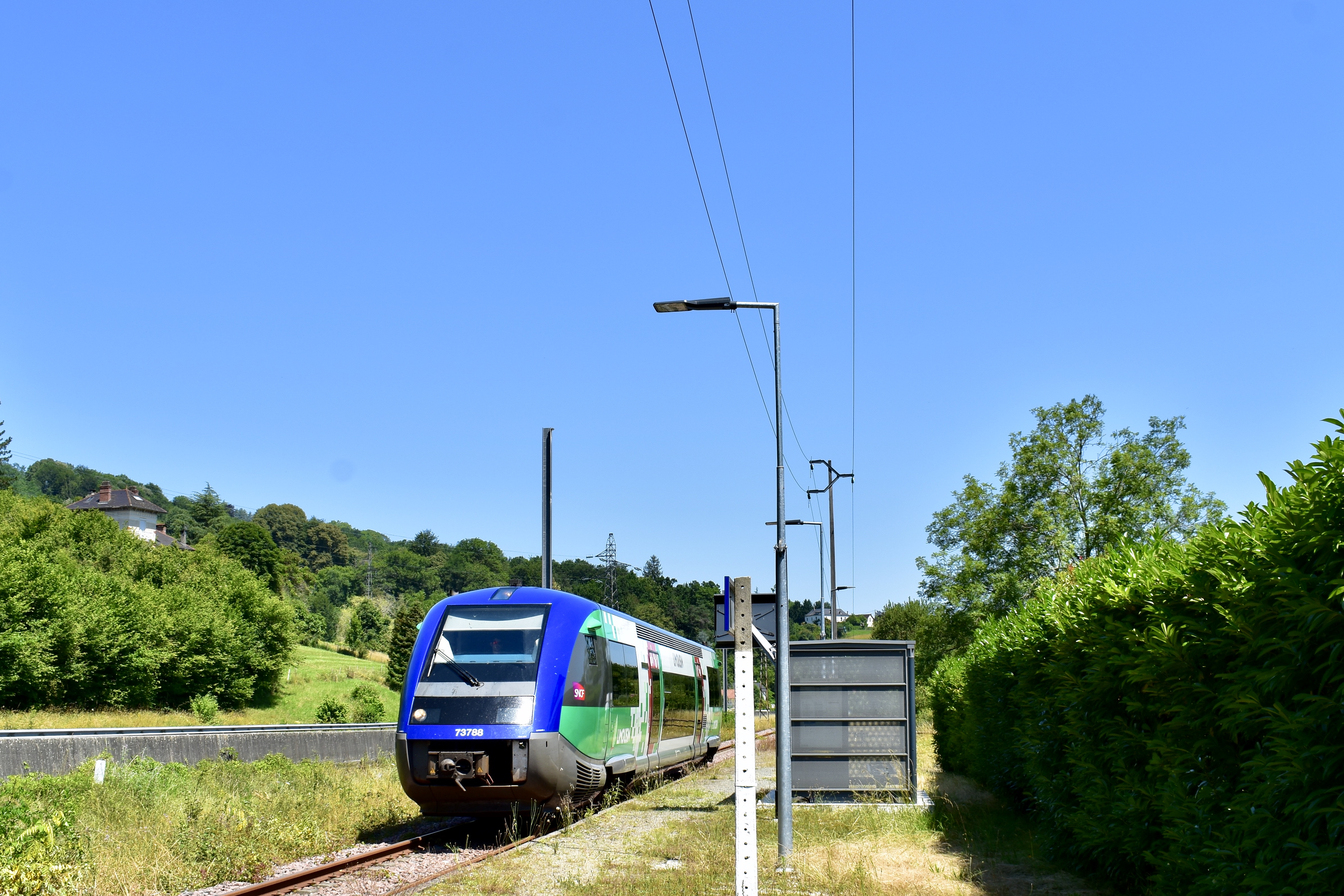
Gare de Gan.
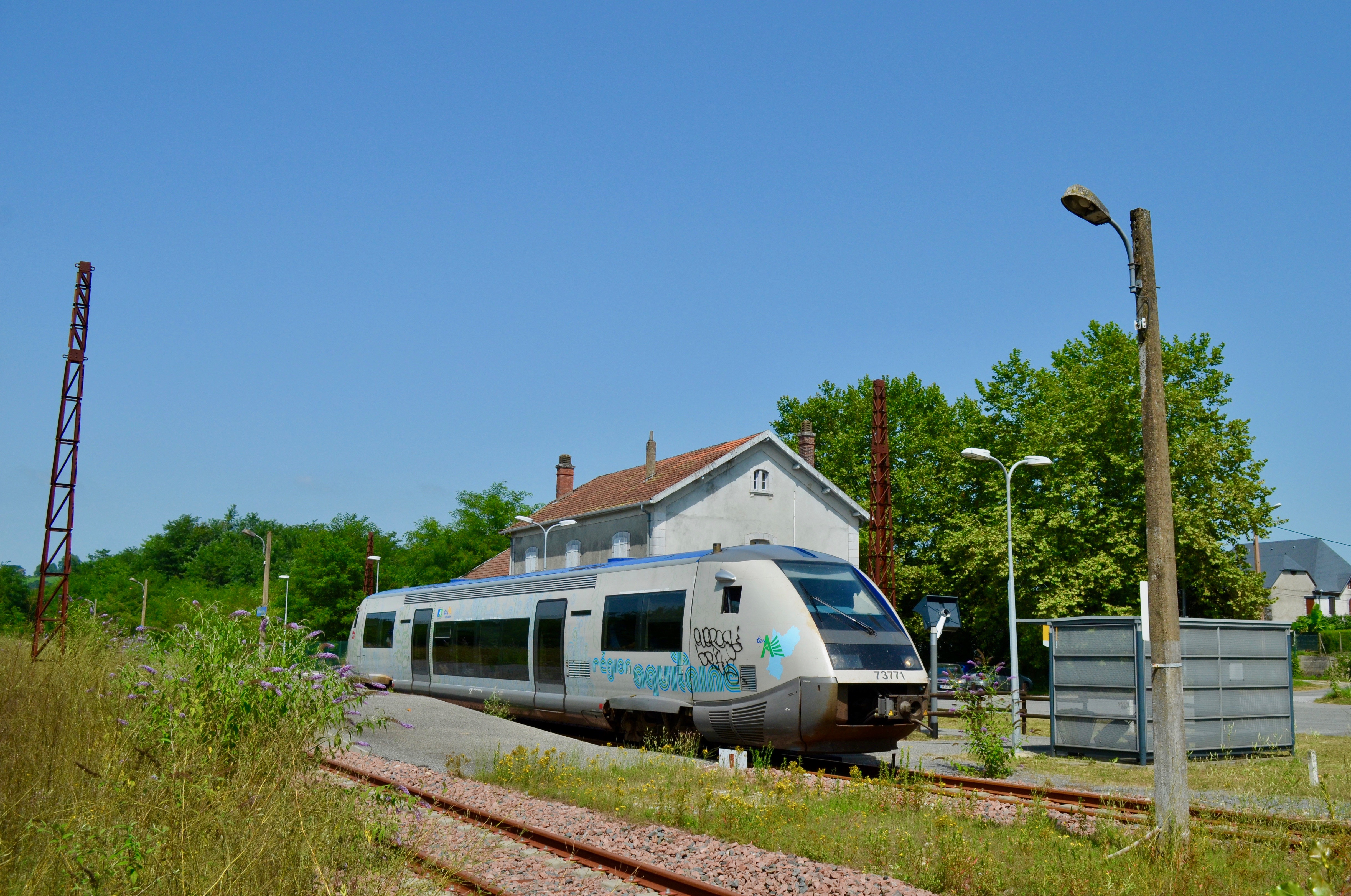
Gare de Buzy-en-Béarn.
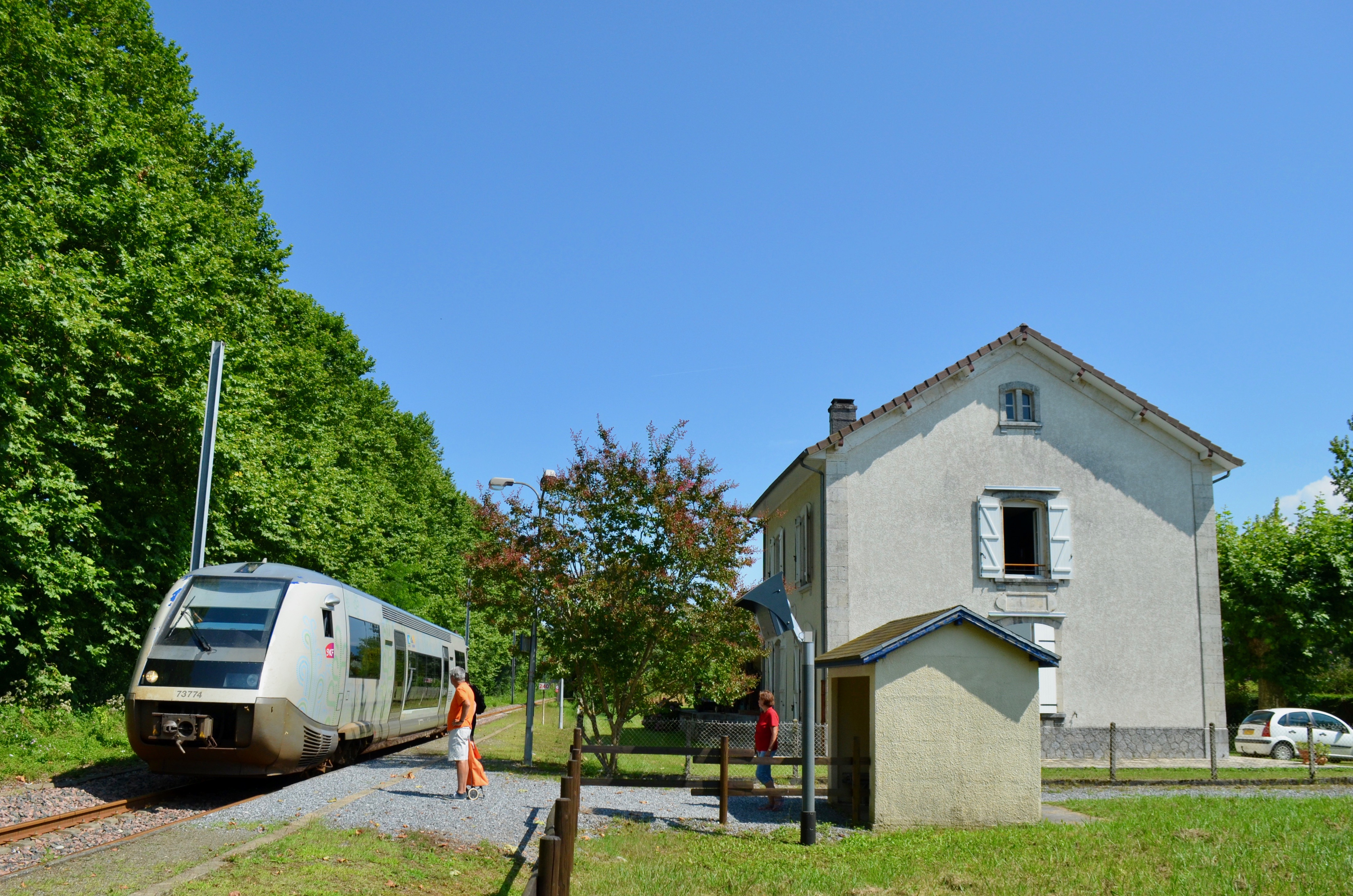
Gare d'Ogeu-les-Bains.
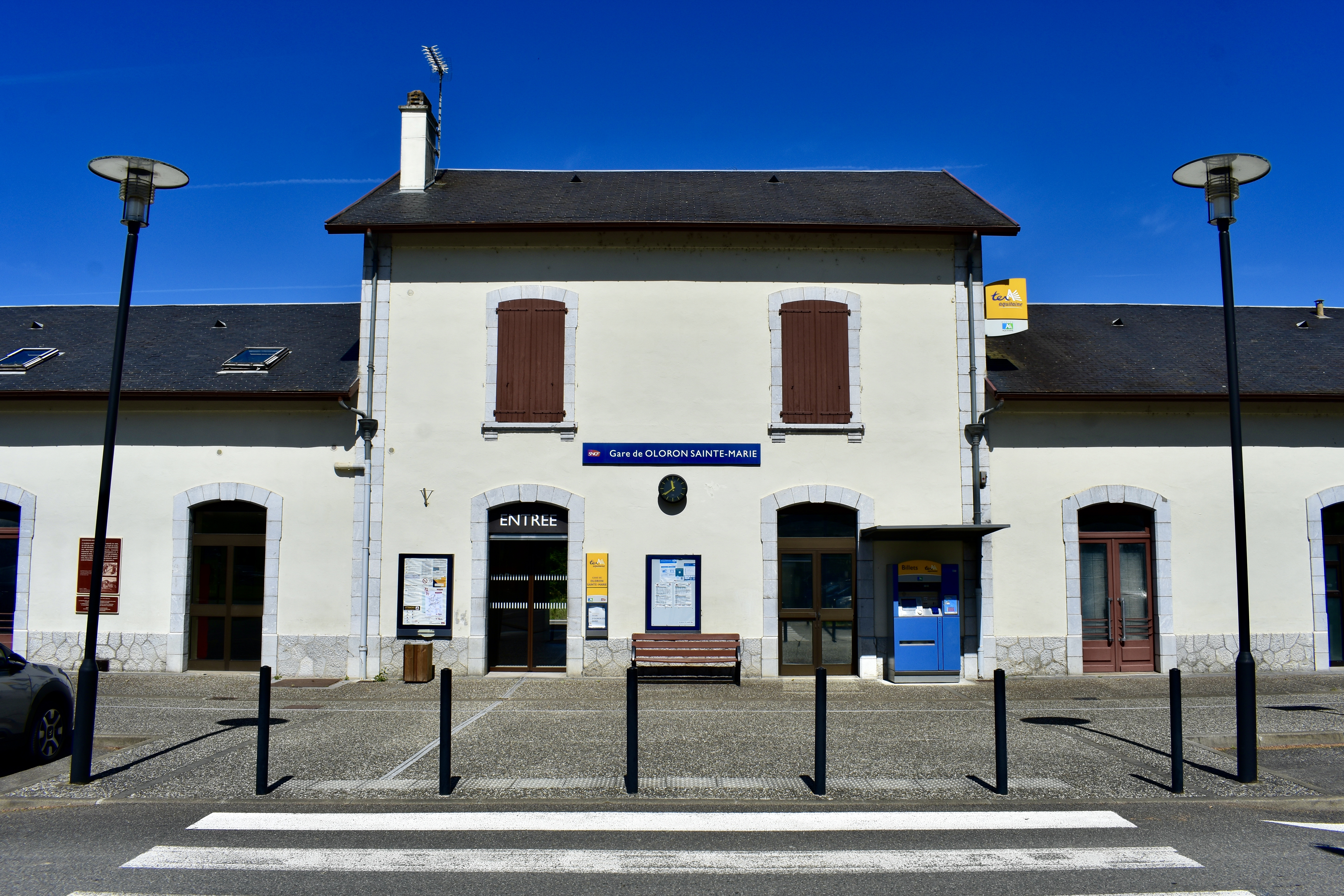
Gare d'Oloron-Sainte-Marie.
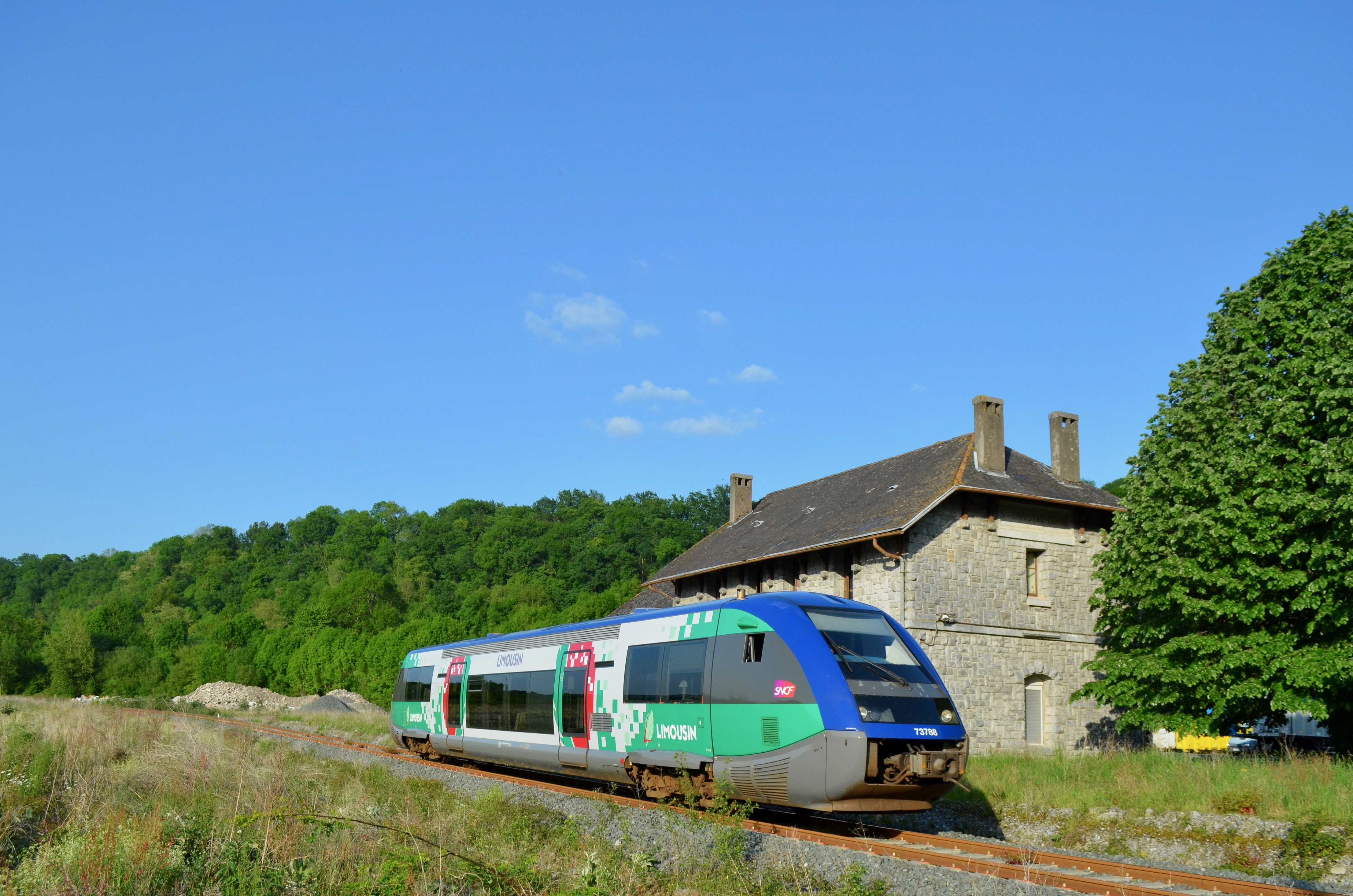
Ancienne gare de Lurbe-Saint-Christau.
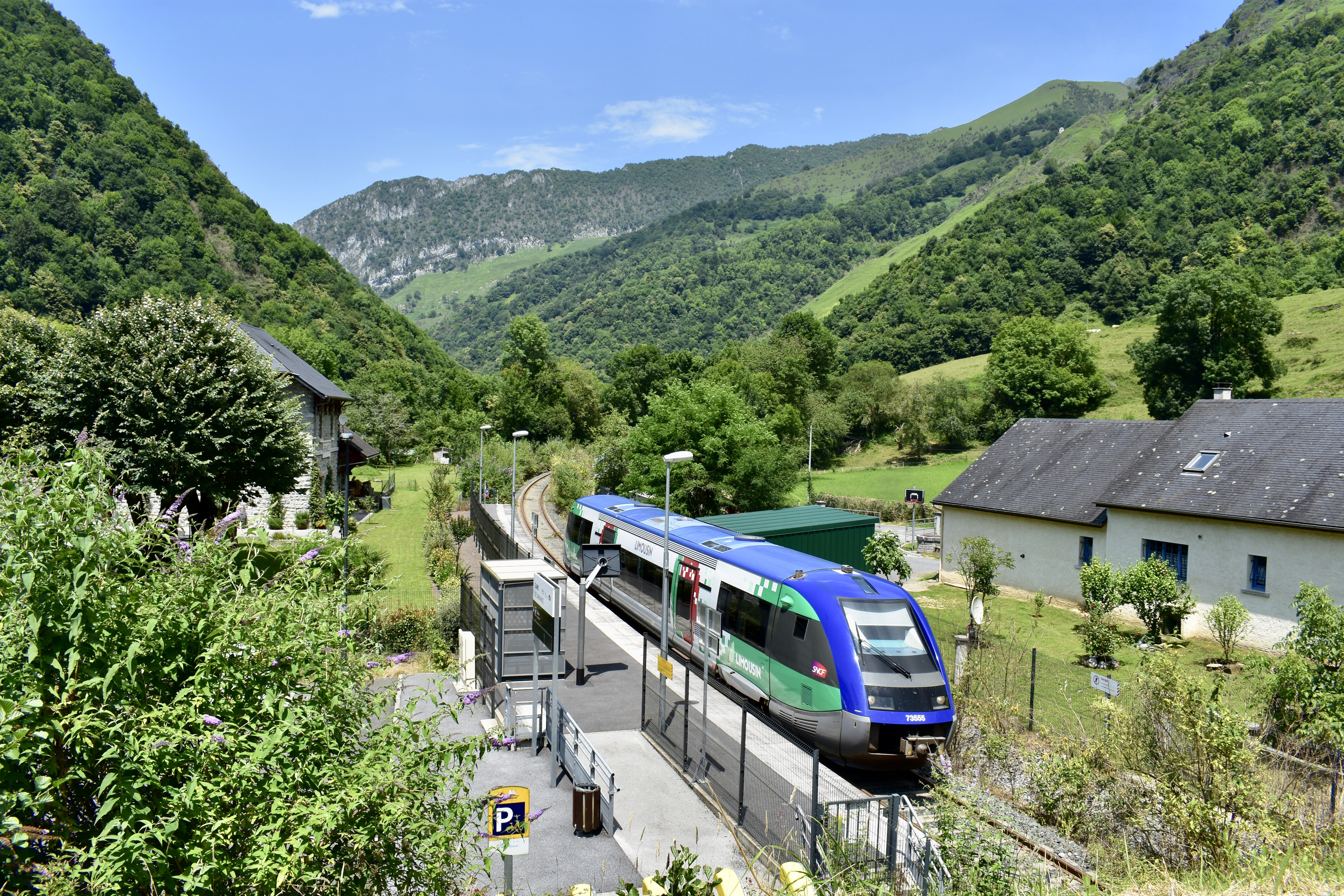
Gare de Sarrance.
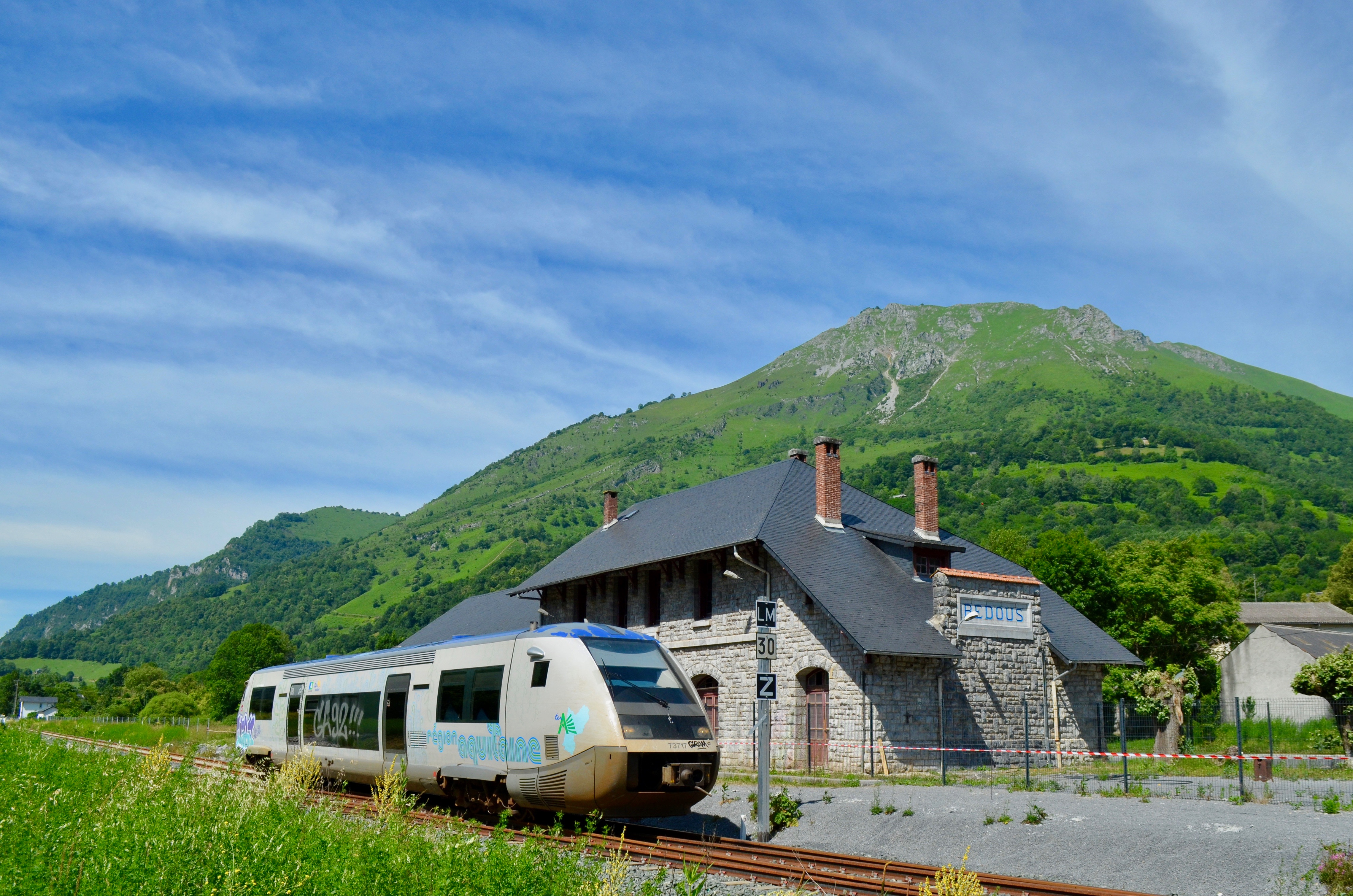
Ancienne gare de Bedous.
Gare de Canfranc 1994.
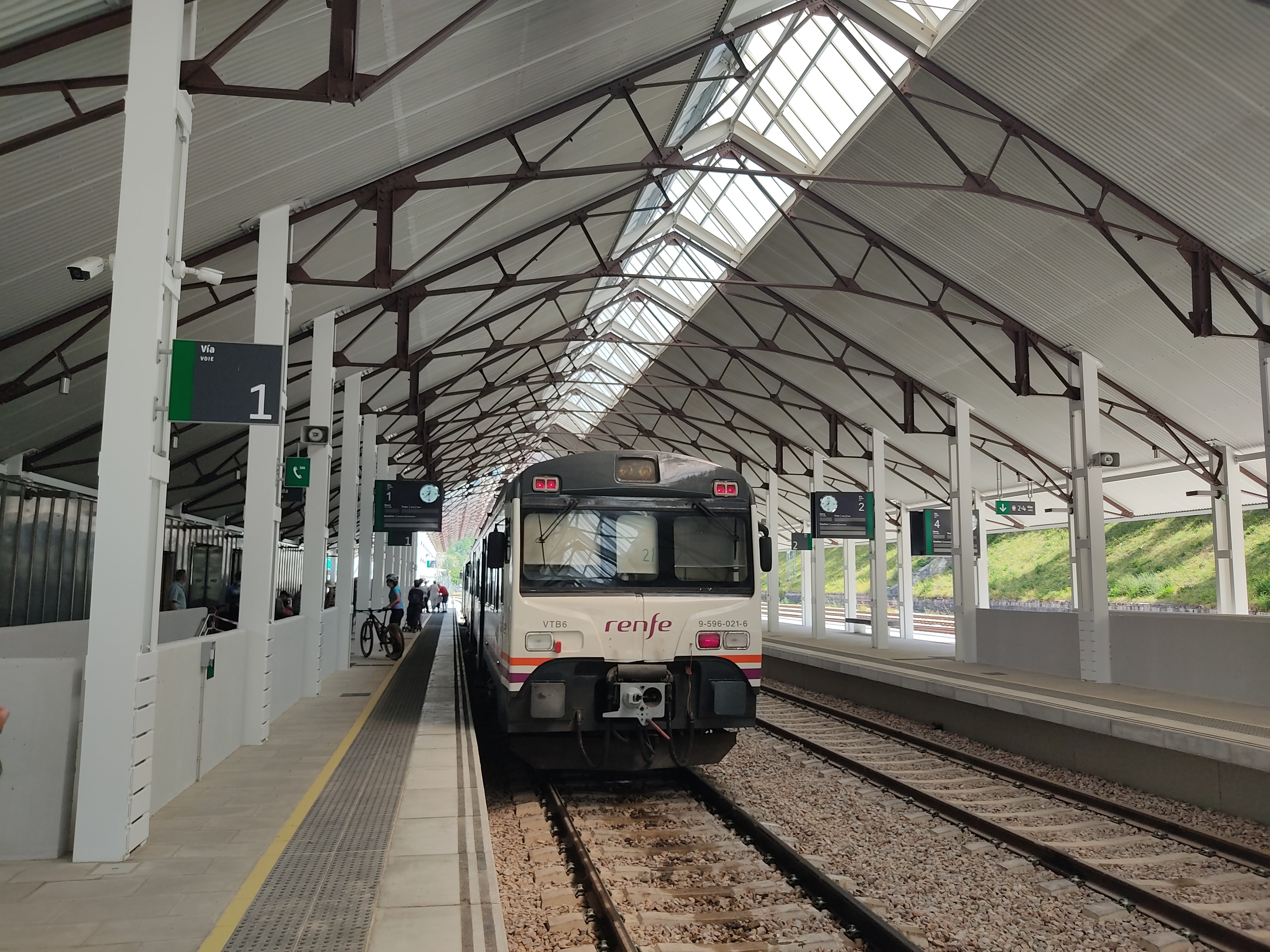
Nouvelle gare de Canfranc 2021.

### Les ouvrages d'art
Il a fallu percer quatorze tunnels entre Bedous et la frontière. Outre le tunnel du Somport, un tunnel hélicoïdal long de 1 800 mètres a été creusé à Sayerce Pon, destiné à limiter la rampe de la voie, permettant à celle-ci d'aboutir 60 mètres plus haut.
Les tunnels de la ligne sont en bon état, à l'exception du tunnel du Peilhou dont le piédroit s'est effondré. De même, les ponts sont encore en place dans la majorité des cas, excepté : 
- le pont de l'Estanguet, détruit par l'accident de 1970 ;
- le pont de la Bigue sur le gave d'Aspe, qui n'est plus en place depuis la crue du 5 octobre 1992, au sud d'Accous, à proximité du contournement routier (6,5 km) de Bedous et Accous de la RN 134 (qui a coûté 41,66 millions d'euros).

Le viaduc de Peilhou, qui enjambe la route nationale et le gave, posait problème car la largeur de la route et la courbe prononcée ne permettaient pas le passage de camions. Son remblai côté nord a été supprimé pour permettre l'élargissement de la route. Il en est de même pour le viaduc de Serbers dont un remblai a été détruit pour faire passer la déviation du village d'Etsaut.
Pour poursuivre la remise en service de la ligne, il y a donc encore trois chantiers importants à réaliser au sud de Bedous, qui accueille de nouveau le train en 2016.

### Vitesses limites
(A) Vitesses limites de la ligne no 54 suivant le tableau de marche des trains de la Compagnie du Midi du 15 mai 1930.
(B) Vitesses limites de la ligne no 63 suivant le tableau de marche des A-TER (X 73500).
PK : Points kilométriques (en provenant de Toulouse).
I : Trains impairs (montants), sens Pau-Canfranc.
P : Trains pairs (descendants), sens Canfranc-Pau.
| De                  | PK       | à                               | PK       | (A) Limite 1930 (km/h) | (B) Limite 2016 (km/h) |
| ------------------- | -------- | ------------------------------- | -------- | ---------------------- | ---------------------- |
| Pau                 | PK 215,7 | Ogeu                            | PK 240,1 | 060                    | 085                    |
| Ogeu                | PK 240,1 | Oloron-Sainte-Marie             | PK 250,6 | 060                    | 100                    |
| Oloron-Sainte-Marie | PK 250,6 | Bidos                           | PK 252,3 | 060                    | 060                    |
| Bidos               | PK 252,3 | PK 267,7                        | PK 267,7 | 060                    | 080                    |
| PK 267,7            | PK 267,7 | Bedous                          | PK 275,3 | 060                    | 070                    |
| Bedous              | PK 275,3 | Lescun-Cette-Eygun              | PK 280,6 | I:060 P:050            |                        |
| Lescun-Cette-Eygun  | PK 280,6 | Etsaut                          | PK 286,4 | 050                    |                        |
| Etsaut              | PK 286,4 | Forges d'Abel                   | PK 299,7 | I:050 P:040            |                        |
| Forges d'Abel       | PK 299,7 | Faîte du Tunnel                 | PK 304,2 | I:060 P:050            |                        |
| Faîte du Tunnel     | PK 304,2 | Gare internationale de Canfranc | PK 308,5 | 060                    |                        |

## Galerie

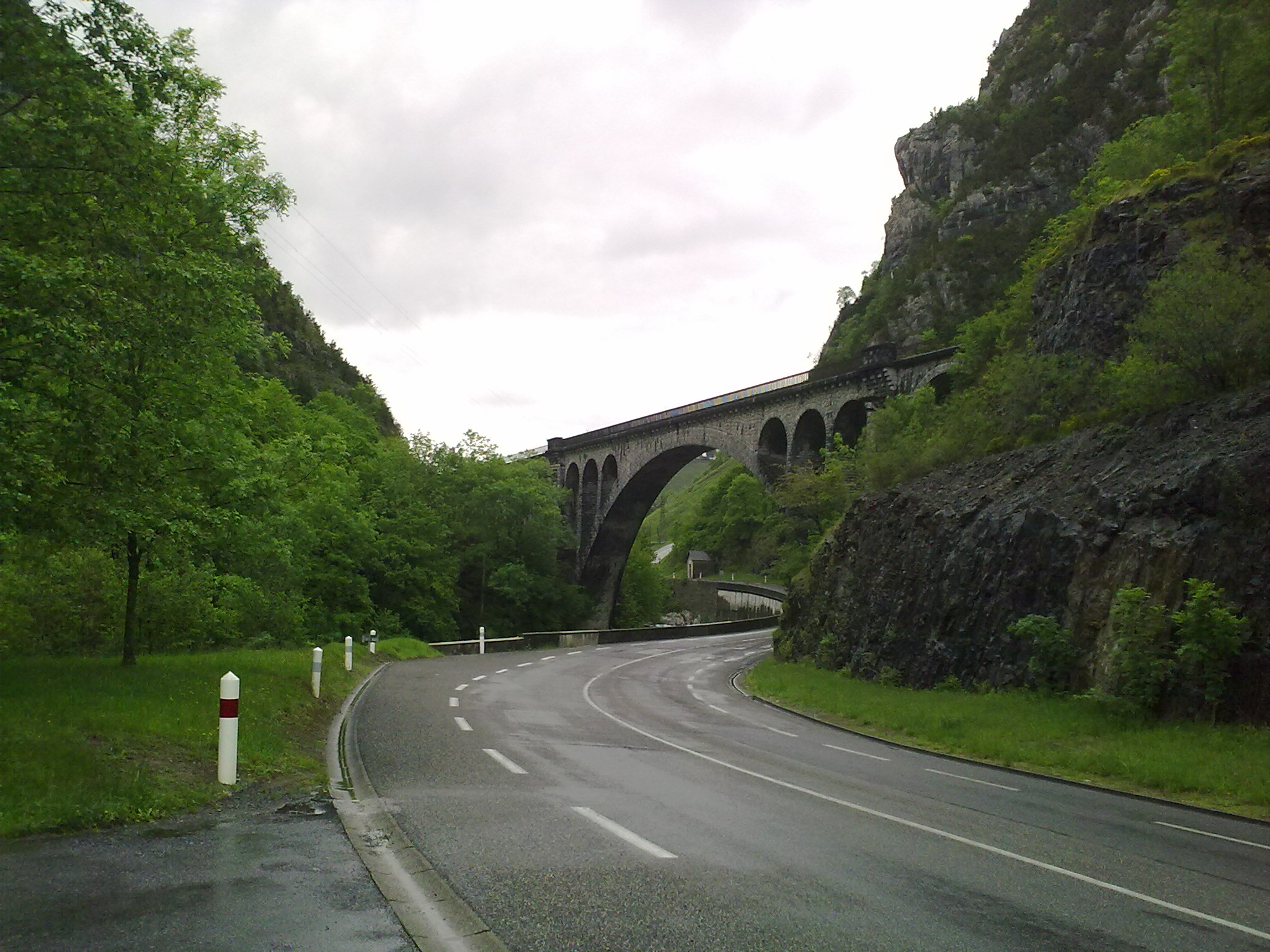
Le viaduc d'Escot.
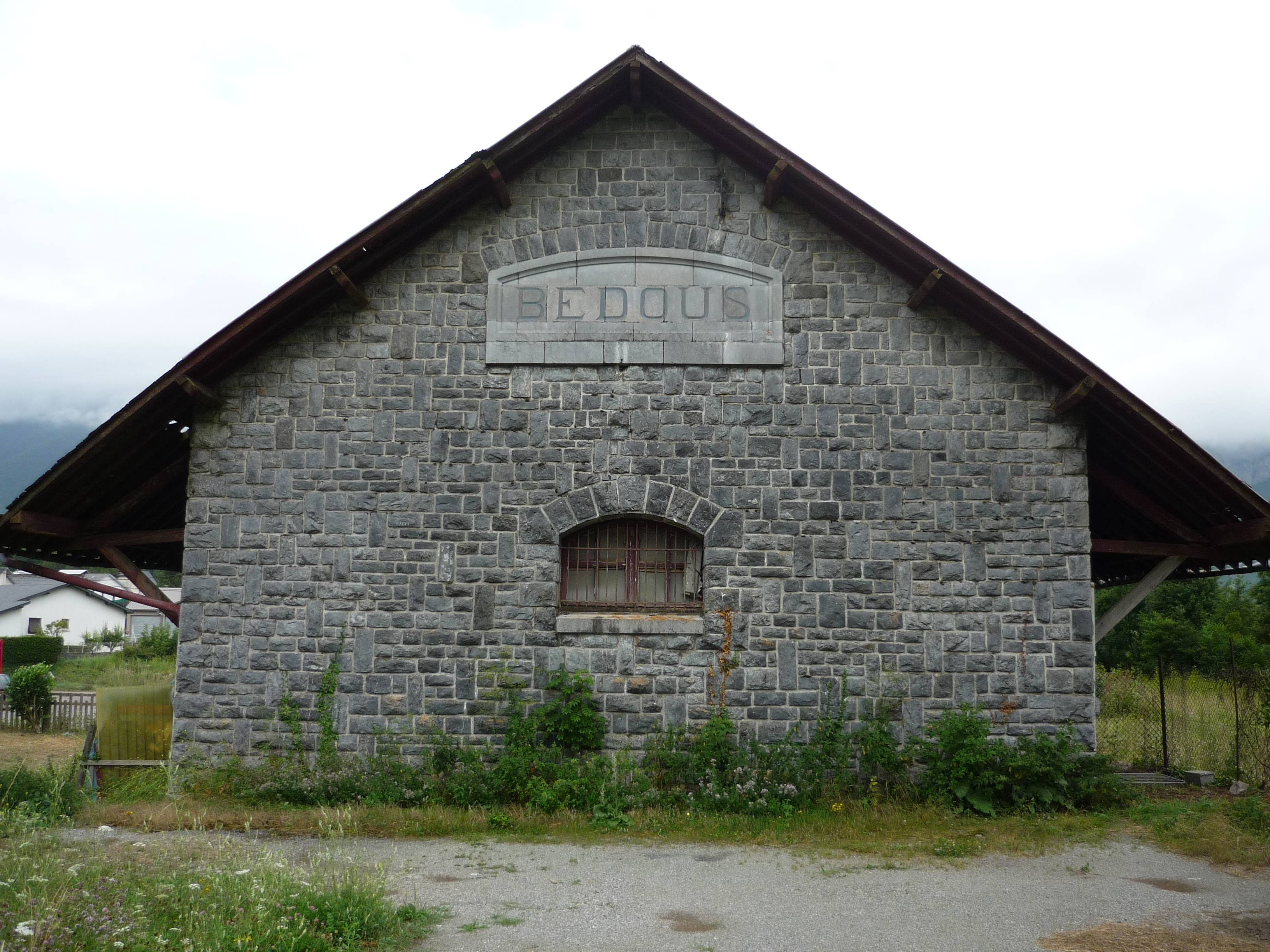
La façade nord de l'ancienne halle à marchandises de la gare de Bedous, avant sa reconversion en hôtel.
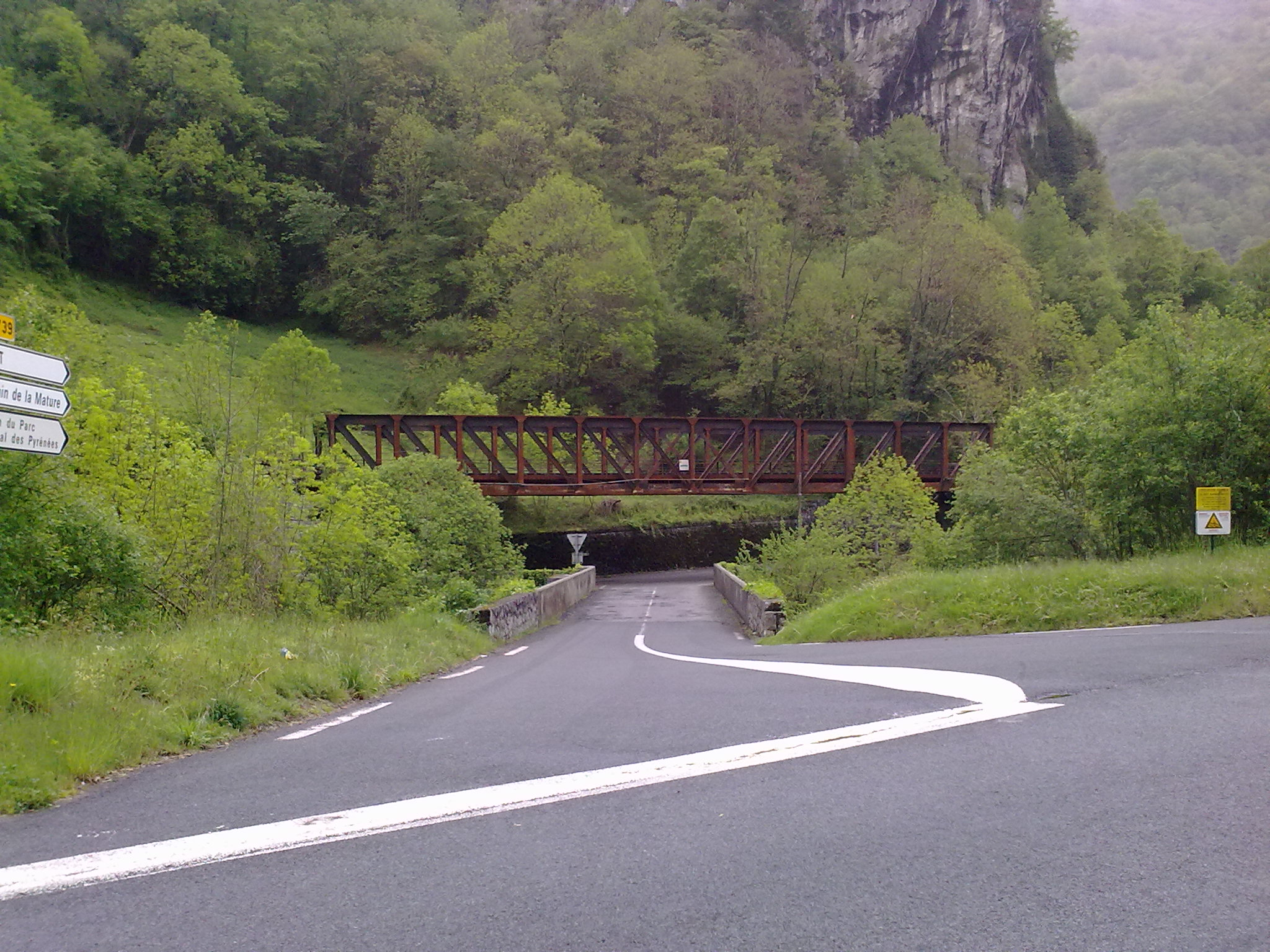
Le pont ferroviaire au-dessus de la route menant au bourg d’Etsaut.
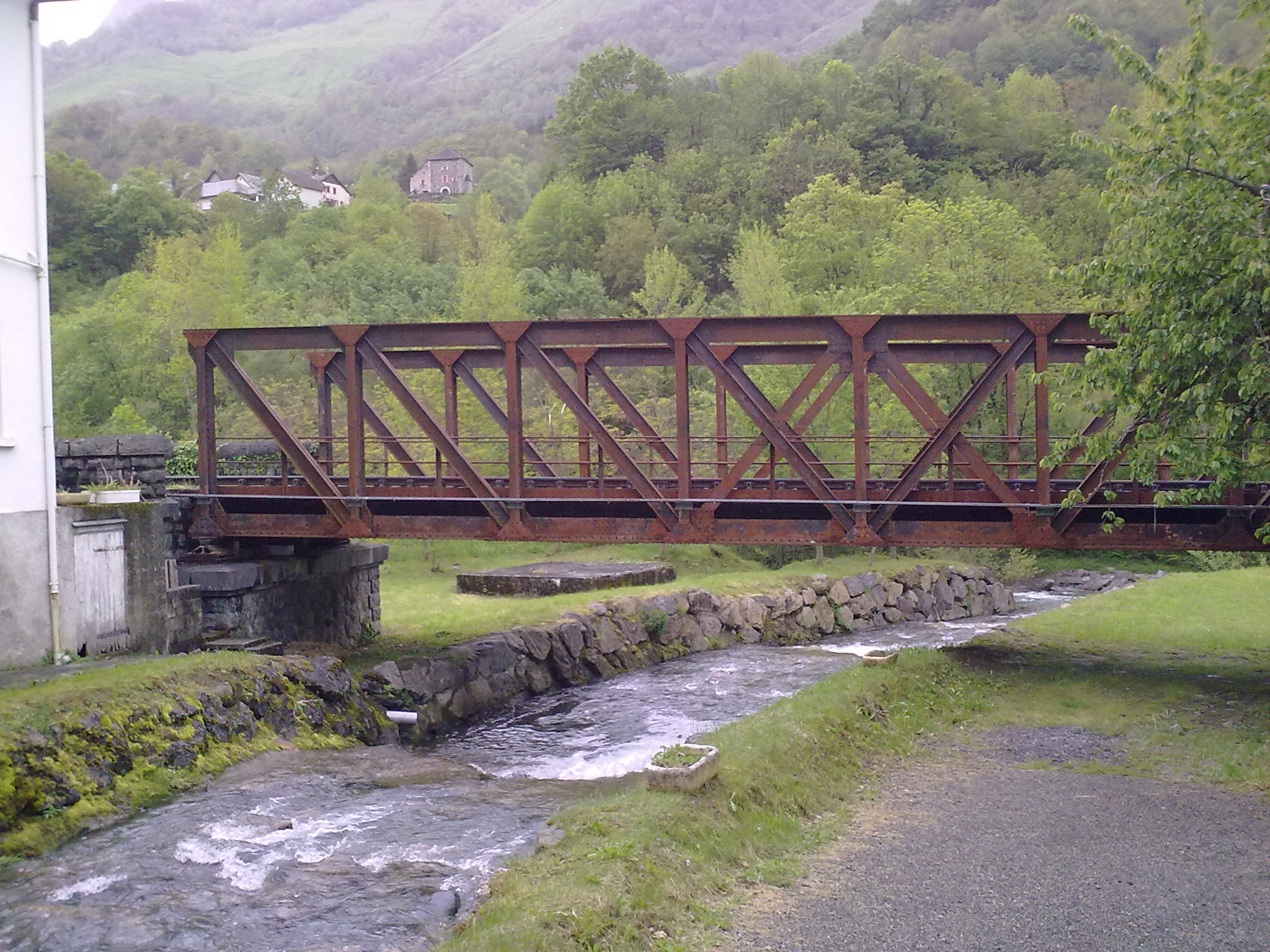
La ligne à Etsaut.
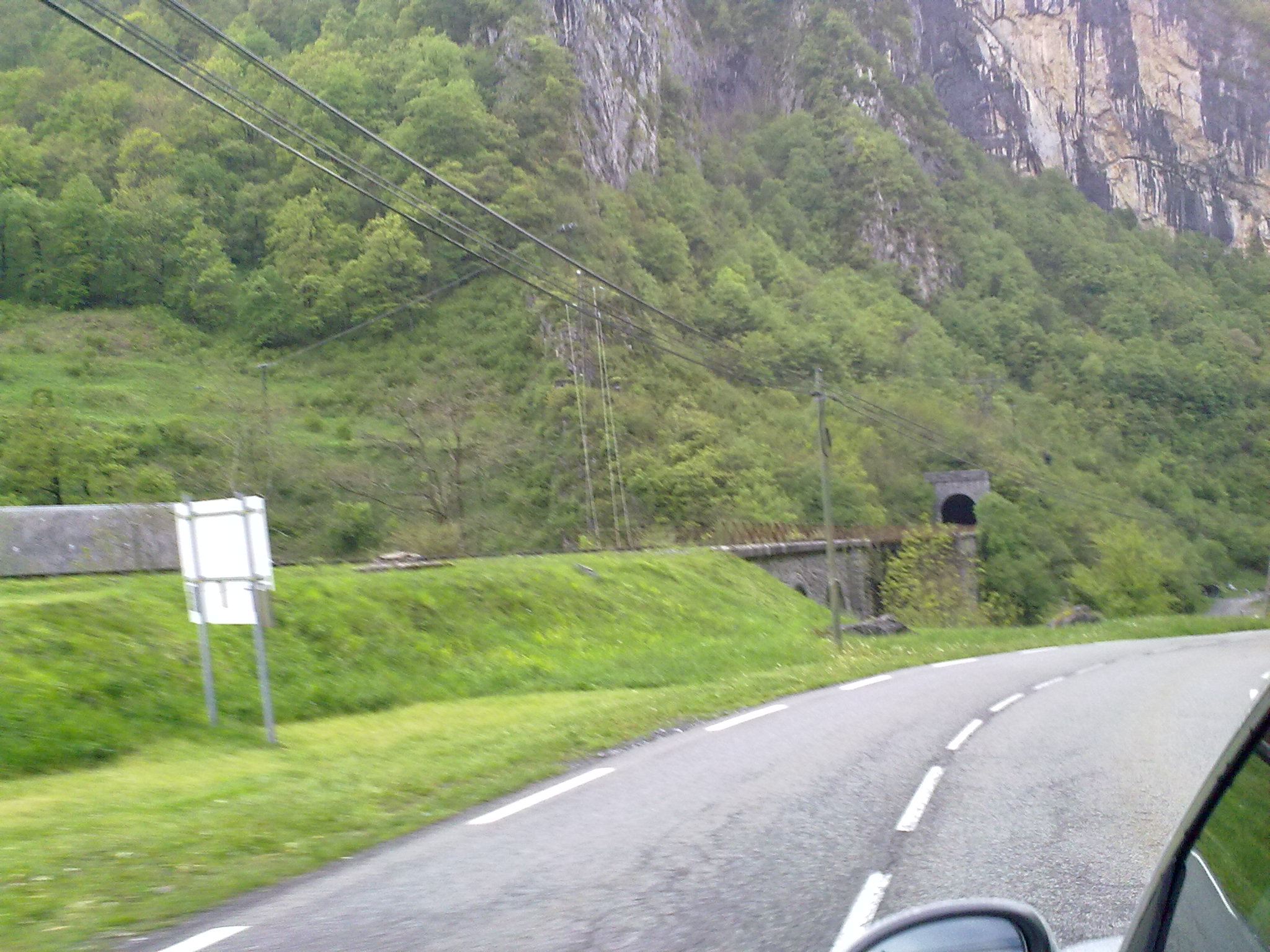
Le viaduc d’Urdos et l'entrée nord du tunnel du Portalet.
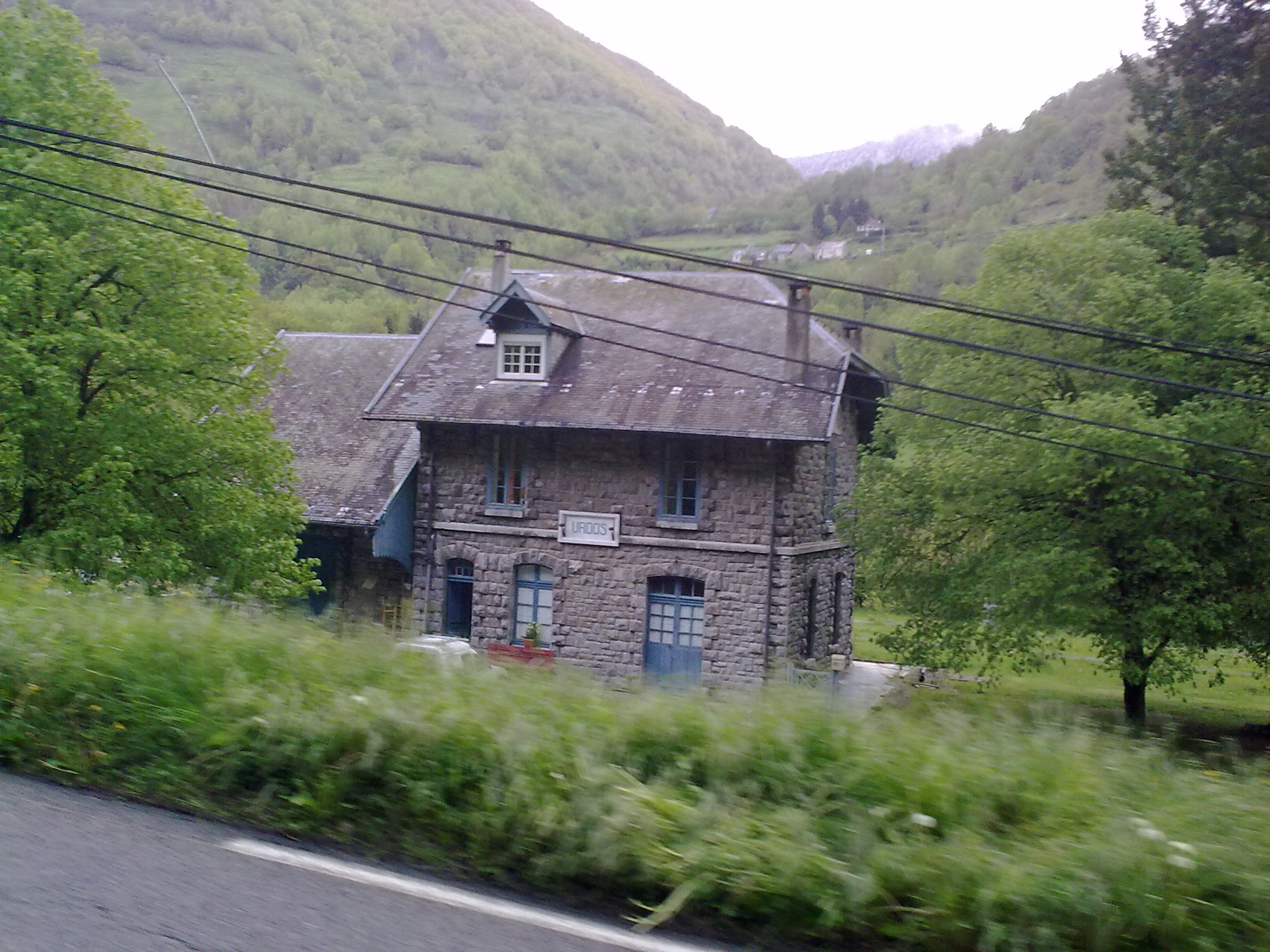
L'ancienne gare d'Urdos.